# Xã Houston, Quận Adams, Illinois
Xã Houston (tiếng Anh: Houston Township) là một xã thuộc quận Adams, tiểu bang Illinois, Hoa Kỳ. Năm 2010, dân số của xã này là 221 người.